# Ільтер Тюркмен
Ільтер Тюркмен (тур. İlter Türkmen; 8 листопада 1927, Стамбул — 6 липня 2022, там само) — турецький дипломат і політик. Постійний представник Туреччини при Організації Об'єднаних Націй (1975-1978; 1985-1988). міністр закордонних справ Туреччини (1980—1983).

## Життєпис
Народився 8 листопада 1927 року в Стамбулі. Навчався у Галатасарайській середній школі, а потім вивчав політологію в Університеті Анкари.
У 1949 році він став аташе в Державному департаменті, а в наступні роки працював у відділі планування, потім у посольствах у Каїрі та Вашингтоні.
У 1968—1972 рр. — Посол Туреччини в Греції, під час кіпрської кризи.
У 1972—1975 рр. — Посол Туреччини в СРСР.
У 1975—1978 рр. — Постійний представник Туреччини при Організації Об'єднаних Націй в Нью-Йорку.
У 1979—1980 рр. — був спеціальним представником Генерального секретаря ООН у Таїланді.
У 1980—1983 рр. — міністр закордонних справ Туреччини.
У 1983—1985 рр. — працював постійним представником Туреччини в ООН в Женеві.
У 1985—1988 рр. — Постійний представник Туреччини при Організації Об'єднаних Націй у Нью-Йорку.
У 1988—1991 рр. — Надзвичайний і Повноважний Посол Туреччини у Франції.
У 1991—1996 рр. — він працював генеральним комісаром Агентства ООН з надання допомоги палестинським біженцям на Близькому Сході. Недовгий час викладав на кафедрі міжнародних відносин Галатасарайського університету. Він також писав колонки про міжнародну політику для Hürriyet до 2008 року.